# Mercedes F1 W03
A Mercedes F1 W03 egy Formula–1-es versenyautó, amelyet a Mercedes csapat tervezett és épített a 2012-es Formula–1 világbajnokság. Pilótái Nico Rosberg és az utolsó idényét töltő Michael Schumacher voltak. A kínai nagydíjon ezen a futamon szerezte Rosberg a csapat újkori történetének első pole pozícióját és első győzelmét (utóbbi az 1955-ös olasz nagydíj óta az első Mercedes-győzelem volt).

## Áttekintés
Úgy harangozták be az autót a szezonnyitó ausztrál nagydíj előtt, mint amelyik egy radikális szárnyelemmel készül. A bejelentések alapján az F-csatornához hasonló megoldást készítettek, mely működési elve szerint aktiválásakor végigfújta a levegőt a szárnyon, ezzel semlegesítve a leszorítóerőt és a légellenállást, mely magasabb végsebességet jelentett. A rendszer, amit a Mercedes használt, az F-csatorna hatását az első szárnyon érvényesítette akkor, amikor a hátsó szárnyon az állítható elem (DRS) kinyitásra került. Kinyílásakor kettő, a hátsó szárny oldalába épített csatornácskán keresztüláramlott a levegő, egyenesen az első szárnyakhoz, elérve a kívánt hatást.
Ezt a technikát az ausztrál nagydíj előtt megvizsgálták, és kijelentette az FIA, hogy szabályos. Viszont a harmadik szabadedzést megelőzően a Red Bull Racing és a Lotus F1 Team is felülvizsgálatot kezdeményeztek a versenyirányításnál, a szabályzat 3.15 és 3.18 pontjaira hivatkozással, amely az állítható hátsó szárnyra és a versenyző által működtetett aerodinamikai eszközökre tartalmazott előírásokat. Csak a maláj nagydíj előtt született végső döntés, és ekkor is legálisnak minősítették azt. Két héttel később Kínában a Lotus újra megtámadta a rendszert, ezúttal konkrétan megjelölve a szabályzat 3.15-ös pontját, mely kimondta, hogy "az autó minden olyan részének, amely befolyásolja az aerodinamikai teljesítményét, (...) mereven kell rögzítve lennie az autó teljes rugózott részéhez, és ahhoz képest mozdulatlannak kell maradnia". Ezt az óvást is elutasították, arra hivatkozással, hogy a DRS-rendszer kizárólag az előzés elősegítését szolgálja.
Külsőre jellegzetes volt még az autó lépcsőzetes orra, amely a szabálymódosításokkal összhangban jelent meg (az alacsonyan fekvő orrkúp biztonságosabb, de aerodinamikailag a magasabban fekvő kasztni a kedvező).
Rosberg kínai győzelme és pole-ja mellett Schumacher monacói pole-ja volt a csapat fénypontja az évben, de ez utóbbit elvették tőle, miután öt rajthelyes büntetéssel sújtották. Ezzel az autóval szerezte Schumacher utolsó dobogóját is Valenciában.

## Eredmények
(Táblázat értelmezése)

(Félkövér: pole-pozícióból indult; dőlt: leggyorsabb kört futott) 

| Év   | Csapat                | Motor            | Gumik | Pilóták            | 1   | 2   | 3   | 4   | 5   | 6   | 7   | 8   | 9   | 10  | 11  | 12  | 13  | 14  | 15  | 16  | 17  | 18  | 19  | 20  | Pontok | Helyezés |
| ---- | --------------------- | ---------------- | ----- | ------------------ | --- | --- | --- | --- | --- | --- | --- | --- | --- | --- | --- | --- | --- | --- | --- | --- | --- | --- | --- | --- | ------ | -------- |
| 2012 | Mercedes AMG Petronas | Mercedes FO 108Z | P     |                    | AUS | MAL | CHN | BHR | ESP | MON | CAN | EUR | GBR | GER | HUN | BEL | ITA | SIN | JPN | KOR | IND | ABU | USA | BRA | 142    | 5.       |
| 2012 | Mercedes AMG Petronas | Mercedes FO 108Z | P     | Michael Schumacher | KI  | 10  | KI  | 10  | KI  | KI  | KI  | 3   | 7   | 7   | KI  | 7   | 6   | KI  | 11  | 13  | 22† | 11  | 16  | 7   | 142    | 5.       |
| 2012 | Mercedes AMG Petronas | Mercedes FO 108Z | P     | Nico Rosberg       | 12  | 13  | 1   | 5   | 7   | 2   | 6   | 6   | 15  | 10  | 10  | 11  | 7   | 5   | KI  | KI  | 11  | KI  | 13  | 15  | 142    | 5.       |

- † – Nem fejezte be a futamot, de rangsorolva lett, mert teljesítette a versenytáv 90%-át.